# Ferrovia Civitavecchia-Orte
La ferrovia Civitavecchia-Orte, talvolta erroneamente chiamata Ferrovia dei Due Mari, è una linea ferroviaria italiana che collegò in origine la stazione di Civitavecchia, sulla ferrovia Tirrenica, allo scalo ferroviario di Orte, sulla ferrovia Firenze-Roma, passando per il nodo di Capranica. 
La tratta Civitavecchia-Capranica, ufficialmente dismessa nel 2011 dalla progressiva chilometrica 3+709 fino a Capranica, aveva già visto la sospensione del traffico sin dal gennaio 1961, a seguito di una frana all'imbocco della galleria Cencelle che ne aveva compromesso l'operatività.
Per contro, il tratto Capranica-Orte ha continuato a essere attivo tra il 1961 e il 1994, anno in cui anche qui il traffico ferroviario è stato interrotto. 
Nonostante ciò, un collegamento sostitutivo è tuttora garantito con una corsa feriale di autobus andata e ritorno, segnalata negli orari ufficiali Trenitalia.
Il Libro Bianco sulle priorità infrastrutturali del Lazio aggiornato al 2023 ha classificato diverse opere per lo sviluppo della Tuscia in base al loro grado di urgenza. La ferrovia Civitavecchia-Capranica-Orte ha ottenuto un punteggio di 54,3, risultando la meno urgente. Maggiore priorità è stata assegnata all'adeguamento a 4 corsie della SS2 Via Cassia (63,3), al completamento della SS675 Monte Romano est - Civitavecchia (58,9) e al raddoppio della FL3 tra Cesano e Bracciano (57,3). 
Complessivamente, nell’elenco dei 14 interventi prioritari del Lazio, si colloca al 12° posto.
Dopo il 1994, la tratta è stata impiegata sporadicamente per il trasferimento di materiale rotabile verso la ferrovia ex concessa Roma-Viterbo, oggi sotto la gestione di ASTRAL. L'ultimo utilizzo risale a luglio 2013.
Dal 2018 successivamente alla messa in sicurezza del ponte ferroviario di Corchiano, i binari non sono stati più ripristinati, causando l'interruzione della linea ferroviaria.
A luglio 2025, RFI ha dichiarato per la prima volta negli anni la disponibilità alla riapertura della tratta Capranica-Orte, proponendo la valutazione di uno studio di fattibilità.
La riapertura potrà essere presa in considerazione solo dopo l’eventuale esito favorevole dello studio, che al momento non è ancora stato avviato, né finanziato ufficialmente.

## Storia

### Costruzione ed esercizio
La proclamazione del Regno d'Italia nel 1861 portò all'esigenza di migliorare la logistica tra zone prima di allora divise dalle frontiere degli Stati preunitari. In quest'ottica, nel tentativo di collegare trasversalmente il litorale tirrenico a quello adriatico, nel 1892 vide la luce il primo progetto di collegamento ferroviario tra i porti di Civitavecchia e Ancona, ad opera dell'ingegnere Valentino Peggion. Il collegamento di due dei principali porti italiani con le acciaierie di Terni, le cartiere di Fabriano e le numerose aziende che sorgevano nei pressi del binario progettato avrebbe apportato numerosi benefici all'economia dell'Italia centrale, ma dopo l'apertura nel 1894 della tratta Capranica-Ronciglione lo sviluppo della ferrovia si bloccò. Solo nel 1921, dopo anni di discussioni e nuovi progetti, fu avviata la costruzione del tratto da Civitavecchia a Capranica, a opera della Società Elettro-Ferroviaria Italiana (SEFI).
La ferrovia Civitavecchia-Orte fu inaugurata nella sua interezza il 28 ottobre 1928, in occasione del sesto anniversario della marcia su Roma, mentre l'apertura al traffico avvenne esattamente un anno dopo; la linea inglobò la breve tratta Capranica-Ronciglione, fino ad allora considerata diramazione della ferrovia Roma-Capranica-Viterbo. Costruito a scartamento ordinario e lungo in totale 85,69 chilometri, al momento dell'apertura il tracciato della linea veniva coperto in circa tre ore: gli elevati tempi di percorrenza (su cui pesavano le basse velocità raggiungibili a causa della notevole tortuosità del binario) uniti alla lontananza delle stazioni ferroviarie dai centri abitati pregiudicarono da subito le potenzialità della strada ferrata.
Negli anni Trenta, con l'elettrificazione della ferrovia Tirrenica passante per Civitavecchia e della ferrovia Firenze-Roma passante per Orte, il traffico merci che si originava dal porto civitavecchiese fu deviato interamente sulla direttrice Civitavecchia-Roma-Orte, ritenuta dal punto di vista orografico più conveniente della linea Civitavecchia-Capranica-Orte, anche se più lunga.

### Guerra e sviluppi
Allo scopo di abbatterne i tempi di percorrenza, nel 1936 fu elettrificato il tratto Civitavecchia-Aurelia della ferrovia Civitavecchia-Orte, in previsione del passaggio alla trazione elettrica dell'intera linea negli anni a venire. Nel 1942 furono avviati i lavori di elettrificazione del resto del binario, ma l'anno seguente, in piena seconda guerra mondiale, i bombardamenti alleati di Civitavecchia interruppero bruscamente i cantieri. Seriamente danneggiata dagli eventi bellici, la linea fu ripristinata e riattivata nel 1947, ma l'elettrificazione non fu completata; d'altronde lo sviluppo del traffico su strada cominciò a sottrarre passeggeri al treno, spingendo le Ferrovie dello Stato, che gestivano la ferrovia, a ridurre il più possibile i costi ad essa legati. La notte dell'8 gennaio 1961 una frana causata dalla forte pioggia interruppe la linea all'altezza della galleria Cencelle, alla progressiva chilometrica 13+200: sebbene il danno non fosse particolarmente esteso, le Ferrovie dello Stato, che già consideravano la linea un "ramo secco", giudicarono troppo elevati i costi di ripristino del binario e giunsero a decretare la soppressione dell'esercizio sulla tratta Civitavecchia-Capranica.
Una parte del binario soppresso fu riutilizzata come raccordo ferroviario tra la stazione di Civitavecchia e una caserma dell'esercito situata ad Aurelia, mentre dal lato di Capranica le rotaie furono mantenute sino alla stazione di Civitella Cesi, dove sorgeva un poligono militare. Negli anni Sessanta, con il diffondersi del genere cinematografico del western all'italiana, parte del binario soppresso venne recuperata per girarvi alcune scene: tra gli spaghetti western più famosi filmati sulla ferrovia Civitavecchia-Orte figurano Il colonnello Von Ryan, Due marines e un generale e Un esercito di 5 uomini. Nel 1966 il tratto di binario elettrificato – da Civitavecchia ad Aurelia – fu utilizzato per sperimentarvi le catenarie di nuovo tipo che in seguito sarebbero state montate sulla ferrovia "direttissima" Firenze-Roma. Sullo stesso tratto fu sperimentata nel 1988 la corrente alternata monofase a 25 kV e 50 Hz, in vista dell'elettrificazione della ferrovia Cagliari-Golfo Aranci, progetto poi accantonato e mai portato a compimento; in tale occasione furono collaudati i locomotori E.491 ed E.492, alimentati solo in corrente alternata.

### Sospensione e progetti di recupero
Nel 1981 il programma integrativo delle Ferrovie dello Stato inserì la tratta Civitavecchia-Capranica fra le linee ferroviarie da riattivare, allo scopo di potenziare la rete ferroviaria dell'Italia centrale. Due anni dopo il Ministero dei Trasporti approvò la concessione dei lavori di ripristino del binario, appaltati all'azienda Astaldi. Il vecchio armamento fu rimosso, le infrastrutture consolidate e le stazioni ferroviarie ampliate per ospitare le sottostazioni elettriche, in quanto era altresì prevista l'elettrificazione del tracciato. Si decise di ripristinare inizialmente il binario fra le stazioni di Mole del Mignone e Capranica, da ricostruire per intero con adeguamento della sagoma e dell'armamento per la massa assiale massima: con una spesa complessiva di circa 220 miliardi di lire, i lavori furono avviati nel 1988 e si conclusero nel 1994. Il 25 settembre dello stesso anno, tuttavia, l'affluenza sempre più bassa e il conseguente aumento dei volumi di traffico sulla Roma-Capranica-Viterbo contribuirono alla marginalizzazione della linea, portando le Ferrovie dello Stato a sospendere l'esercizio anche sulla tratta Capranica-Orte, che fino ad allora aveva continuato a espletare regolarmente servizio merci e passeggeri.
La tratta era infatti interessata da un traffico prevalentemente locale e modesto, confermato anche dall'impiego delle ALn668 a composizione singola.
Fino al 1961, data in cui terminò il servizio passeggeri nella tratta compresa tra Civitavecchia e Capranica, erano necessarie circa 1 ora e 10 minuti. La Capranica-Orte, aperta fino al 1994, invece, richiedeva circa 40 minuti. Complessivamente, il tempo medio di percorrenza si attestava a poco più di 2 ore a causa della sosta a Capranica-Sutri.
La legge finanziaria del 1998 stanziò 123 miliardi di lire per il completamento dei lavori sulla linea, comprensivi del rifacimento del malmesso tratto Civitavecchia-Mole del Mignone, dell'armamento del sedime tra Civitavecchia e Capranica e dell'elettrificazione dell'intera ferrovia Civitavecchia-Orte; i relativi cantieri, tuttavia, non furono mai aperti e il progetto fu messo in disparte. Uno studio curato da Trenitalia nel 1999 e un dossier di valutazione preparato due anni dopo da Rete Ferroviaria Italiana, dal 2001 gestore della ferrovia Tirrenica e della ferrovia Firenze-Roma, conclusero che la riapertura della linea avrebbe prodotto un'utenza troppo bassa e non sufficiente a giustificare l'investimento. Negli anni seguenti vennero comunque presentate ulteriori proposte di riattivazione della linea, nessuna delle quali ebbe fortuna: il 14 novembre 2011 il decreto ministeriale n. 398 emanato dal Ministero delle infrastrutture e dei trasporti formalizzò la dismissione della linea tra Civitavecchia e Capranica, eccezion fatta per i primi 4 chilometri di binario, utilizzati per lo spostamento di automobili tra il porto di Civitavecchia e un deposito nei pressi dell'interporto civitavecchiese aperto nel 1995 (tratta interrotta all'esercizio).
Nel 2017 il governo Gentiloni, mediante la legge n. 128 del 9 agosto inerente alla valorizzazione delle ferrovie turistiche, inserì la linea Civitavecchia-Orte tra le 18 strade ferrate che, secondo il provvedimento, rientravano fra quelle "dismesse o sospese, caratterizzate da particolare pregio culturale, paesaggistico e turistico"; anche in questo caso, tuttavia, la questione della riapertura della ferrovia si risolse in un nulla di fatto.  
Condizione fondamentale affinché una linea potesse essere classificata ad uso turistico era, infatti, che fosse garantita la copertura finanziaria degli interventi di ripristino, dell’esercizio, della funzionalità e della sicurezza. Questi costi dovevano trovare copertura, secondo il successivo articolo 4 comma 2, nell’ambito del contratto della regione di competenza o nel contratto di programma con il gestore dell’infrastruttura ferroviaria nazionale.
Per tale linea, non è stata mostrata la volontà di proseguire l’azione di recupero. 
Al 2025, solo 13 su 18 linee ferroviarie indicate nel decreto sono state riattivate a scopi turistici e inserite nel programma "Binari senza tempo".
Dopo decenni di abbandono e incuria il tracciato disarmato (che va dal raccordo DE.CAR. di Civitavecchia al km 3+709 fino a Capranica), nel migliore dei casi, è stato trasformato in una strada sterrata. Per lunghi tratti, si perde nella campagna tra pascoli o campi arati. In altre zone è diventato un acquitrino o è stato inghiottito dalla vegetazione. Le uniche tracce che ricordano il passaggio di un treno sono i ruderi delle stazioni, i vecchi ponti e le gallerie.
Nell'agosto 2020 un comitato costituito allo scopo di promuovere la riattivazione della linea ha presentato uno studio di fattibilità, sottoscritto da numerosi comuni e associazioni, alla struttura di missione InvestItalia, l'organo di cui si avvale la Presidenza del Consiglio dei Ministri al fine di valutare le proposte di investimenti in infrastrutture. In vista dell'implementazione del Piano Nazionale di Ripresa e Resilienza, sono stati richiesti 462 milioni di euro da destinare agli interventi di riattivazione della linea, ma il progetto non ha avuto alcun seguito.
La restante tratta compresa tra Capranica e Orte, successivamente alla sospensione, è stata utilizzata, in via eccezionale (in regime di interruzione, con la scorta di un agente del Nucleo Manutentivo Lavori di giurisdizione e previa abilitazione al servizio movimento delle stazioni interessate), per scambio di materiale rotabile diretto alla Ferrovia Roma-Civita Castellana-Viterbo, attraverso il raccordo tra le stazioni di Fabrica di Roma e Fabrica di Roma Nord, accessibile da Capranica o, in regresso, da Orte. L'ultimo passaggio ha interessato due treni merci e risale a luglio 2013. 
Dal 2018, per lavori di messa in sicurezza, è stato ricostruito il ponte ferroviario di Corchiano sulla strada San Luca ma i binari sopra presenti sono stati rimossi e non più ripristinati.
A luglio 2025 RFI si è resa per la prima volta disponibile, previo accordo con il MIT e la Regione Lazio, ad avviare uno studio di fattibilità preliminare per l'eventuale riapertura.
Al mese di agosto 2025 la linea è ancora interrotta.
Tra le varie proposte delle associazioni, è stata presa in considerazione anche l'ipotesi di conversione a greenway, meno onerosa e meno impattante sotto l'aspetto ambientale, ma possibile solo su tratte dismesse.
Secondo RFI, la tratta Capranica-Orte è chiusa al traffico ma la relazione sugli orari è ancora presente in quanto nei giorni feriali si effettua servizio sostitutivo mediante bus Trenitalia in ambo le direzioni.

## Caratteristiche
La linea era interamente a binario unico e priva di elettrificazione.

### Percorso
| Continuation backward |

| Station on track |

|  | Unknown route-map component "ABZgl" | Unknown route-map component "CONTfq" |

|  | Unknown route-map component "ABZLgl" | Unknown route-map component "KINTeq" |

| Unknown route-map component "exLBHF" + Unknown route-map component "LSTR" + Unknown route-map component "lBST" |

| Unknown route-map component "LSTR" + Unknown route-map component "lhMSTRaeq" + Unknown route-map component "RAq" |

| Unknown route-map component "exLBHF" + Unknown route-map component "LSTR" + Unknown route-map component "lBST" |

| Unknown route-map component "exLBHF" + Unknown route-map component "LSTR" + Unknown route-map component "lBST" |

| Enter and exit tunnel |

| Unknown route-map component "hLKRZWae" |

| Unknown route-map component "exLBHF" + Unknown route-map component "LSTR" + Unknown route-map component "lBST" |

| Unknown route-map component "LSTR" + Unknown route-map component "lBST" |

| Unknown route-map component "exLBHF" + Unknown route-map component "LSTR" + Unknown route-map component "lBST" |

| Unknown route-map component "exLBHF" + Unknown route-map component "LSTR" + Unknown route-map component "lBST" |

| Unknown route-map component "LSTR" + Unknown route-map component "lBST" |

| Unknown route-map component "exLBHF" + Unknown route-map component "LSTR" + Unknown route-map component "lBST" |

| Unknown route-map component "CONTgq" | Unknown route-map component "ABZLg+r" |  |

| Station on track |

| Unknown route-map component "KRW+l" | Unknown route-map component "KRWgr" |  |

| One way leftward | Unknown route-map component "KRZu" | Unknown route-map component "CONTfq" |

| Small non-passenger station on track |

| Unknown route-map component "hKRZWae" |

| Non-passenger station/depot on track |

| Unknown route-map component "hKRZWae" |

| Unknown route-map component "hKRZWae" |

| Non-passenger station/depot on track |

| Unknown route-map component "CONT4+f" | Straight track |  |

| Station on track | Non-passenger station/depot on track |  |

| Unknown route-map component "SHI2gl" | Unknown route-map component "SHI2gr" |  |

| Straight track + Unknown route-map component "ENDEe~L" | Straight track + Unknown route-map component "ENDEe~R" |  |

| Unknown route-map component "HSTeBHF" | Straight track |  |

| One way leftward | Unknown route-map component "KRZo" | Unknown route-map component "CONTfq" |

| Small non-passenger station on track |

| Unknown route-map component "hKRZWae" |

| Unknown route-map component "HSTeBHF" + Unknown route-map component "lBST" |

| Unknown route-map component "hKRZWae" |

| Unknown route-map component "hKRZWae" |

| Small non-passenger station on track |

| Unknown route-map component "hKRZWae" |

| Unknown route-map component "d" | Unknown route-map component "tCONTgq" | Unknown route-map component "KRZt" | Unknown route-map component "tABZq+r" | Unknown route-map component "tdCONTfq" |

| Unknown route-map component "tSTR+le" | Unknown route-map component "KRZt" | Unknown route-map component "tSTRr" |

| Unknown route-map component "dCONTgq" | Unknown route-map component "ABZql" | Unknown route-map component "ABZg+r" | Unknown route-map component "+d" |

| Station on track |

| Unknown route-map component "+d" | Unknown route-map component "ABZgl" | Unknown route-map component "SPLaq" | Unknown route-map component "dvCONTfq" |

| Continuation forward |

#### Civitavecchia-Aurelia
Partendo dalla stazione di Civitavecchia, il tracciato della ferrovia avanza in sede propria parallelamente alla linea Tirrenica per circa un chilometro, fino a raggiungere il dismesso deposito locomotive di Porta Tarquinia. Qui i binari per Livorno e Civitavecchia Marittima curvano a sinistra, mentre la linea per Orte si distacca procedendo verso nord. Il tracciato oltrepassa in seguito il fosso della Fiumaretta con un ponte a singola campata lungo circa 15 metri, il cui arco, a sesto ribassato, è costituito da blocchi di arenaria eocenica cristallina così come le pile e i pulvini; la bordatura dell'arco, spessa 30 centimetri, è invece in mattoni. Il binario si interrompe dopo pochi chilometri, terminando presso un deposito di automobili servito da treni merci. Fino agli anni Sessanta il tracciato proseguiva sino a raggiungere la stazione ferroviaria a servizio di Aurelia, frazione del comune di Civitavecchia. Nel 1995 viene rimosso l'intero armamento tra la deviazione per il DE.CAR. (sospesa al traffico) ed Aurelia.

#### Aurelia-Mole del Mignone
Il binario procedeva prima sottopassando l'autostrada A12 e poi, dopo circa cento metri, superando il fosso Vite su di un viadotto in muratura a sei arcate. Come nel caso del ponte sulla Fiumaretta, la sua struttura era costituita da blocchi di arenaria eocenica, ad eccezione della bordatura degli archi, realizzata in mattoni. Dopo un chilometro la linea attraversava il fosso dei Veneti su un altro viadotto in muratura, simile al precedente ma leggermente più lungo e dotato di sette arcate; successivamente la ferrovia incontrava la stazione di Mole del Mignone, sperduta in piena campagna e distante diversi chilometri dai centri abitati più prossimi.

#### Mole del Mignone-Allumiere
Subito dopo la stazione di Mole del Mignone il binario si immetteva nella galleria dell'Asco, lunga circa 100 metri e caratterizzata dall'essere curvilinea, in discesa e con sagoma ad arco. Sull'ingresso lato Civitavecchia della galleria fu affissa una targa di marmo recante l'iscrizione "La Società Elettro-Ferroviaria Italiana costruì MCMXXII - MCMXXVIII". In seguito la ferrovia attraversava il ponte sul fosso dell'Asco, i cui otto archi erano suddivisi in tre gruppi: i due alle estremità, di tre archi ciascuno, erano distinti da quello al centro, formato da due archi, i cui piloni in comune con gli altri gruppi erano più spessi. Affine alle infrastrutture precedenti, l'opera era composta da blocchi di arenaria eocenica e mattoni, questi ultimi a formare l'intradosso degli archi. Il tracciato raggiungeva poi un'altra galleria, la cui entrata lato Civitavecchia si presentava a sezione quadrata, poiché ristrutturata durante i lavori degli anni Ottanta; in questo punto, nel 1961, si sviluppò la frana che bloccò definitivamente la linea.

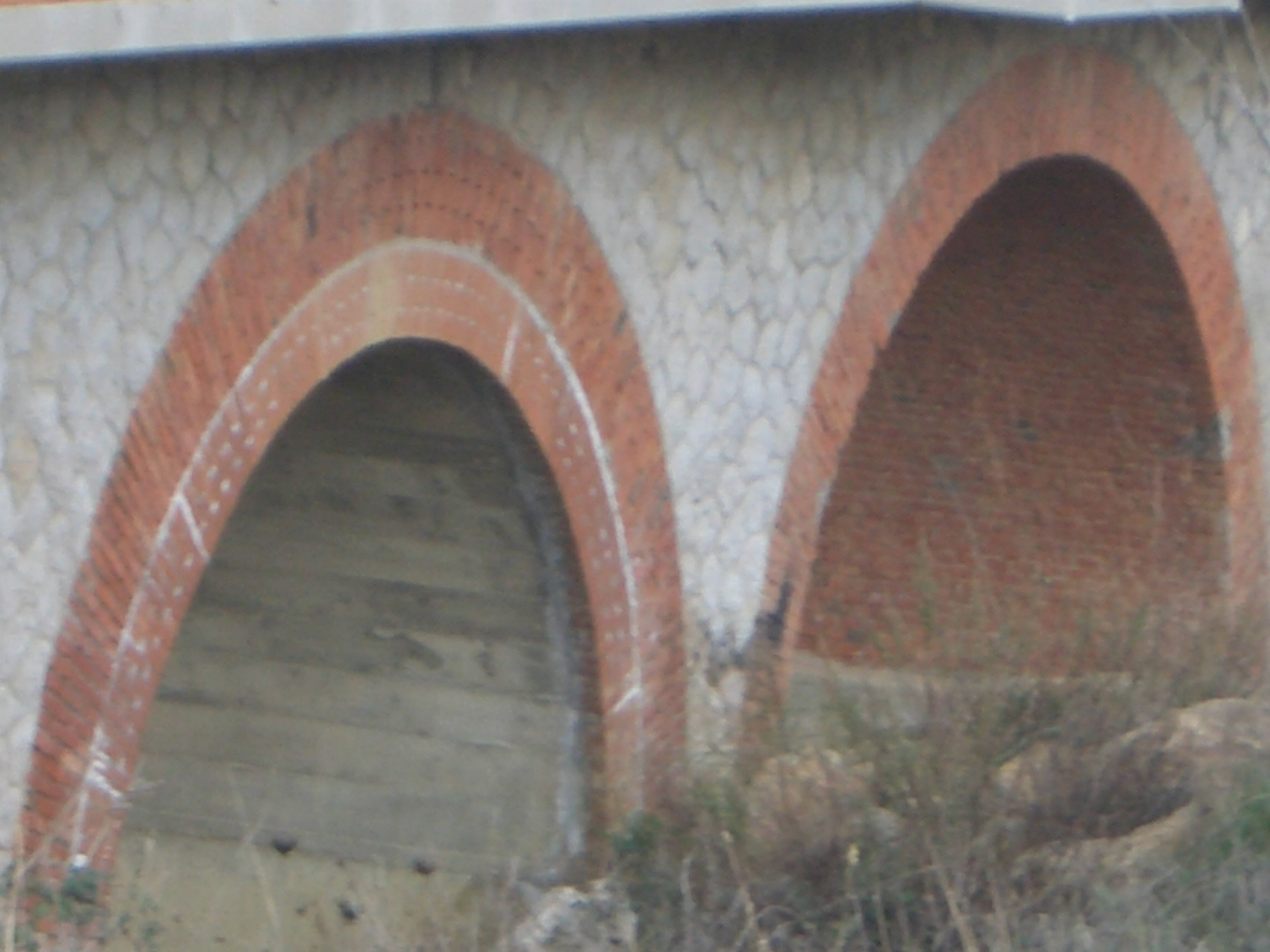
Il viadotto Melledra: l'arco a sinistra è stato rinforzato con una struttura esterna in calcestruzzo armato, quello a destra con micropali interni.

In seguito la ferrovia raggiungeva le rovine dell'antico abitato di Cencelle, nelle cui vicinanze i lavori degli anni Ottanta avevano realizzato ex novo una galleria a sezione quadrata in sostituzione di un sovrappasso, allo scopo di smorzare la pendenza della linea. Poco dopo il binario superava il fosso Melledra su di un piccolo ponte ricostruito anch'esso negli anni Ottanta: prima di allora il ponte era ad arco ed era largo 4 metri, mentre successivamente divenne a sezione quadrata e largo 8 metri. Poche decine di metri più avanti la linea si immetteva nella galleria Melledra, che fu ristrutturata, allargata e prolungata verso Capranica in occasione dei lavori degli anni Ottanta. Uscito dalla galleria il binario incontrava il viadotto Melledra, che a dispetto del nome non oltrepassava il fosso omonimo; originariamente costruito in curva e a 9 arcate, il viadotto fu innalzato su un terreno franoso e per questo negli anni Ottanta ha subito interventi di recupero molto invasivi: i primi tre archi lato Civitavecchia vennero irrobustiti con la realizzazione di altrettante volte in calcestruzzo armato poste al di sotto di quelle originarie. Dopo un tratto in trincea, il binario raggiungeva la stazione di Allumiere.

#### Allumiere-Monteromano

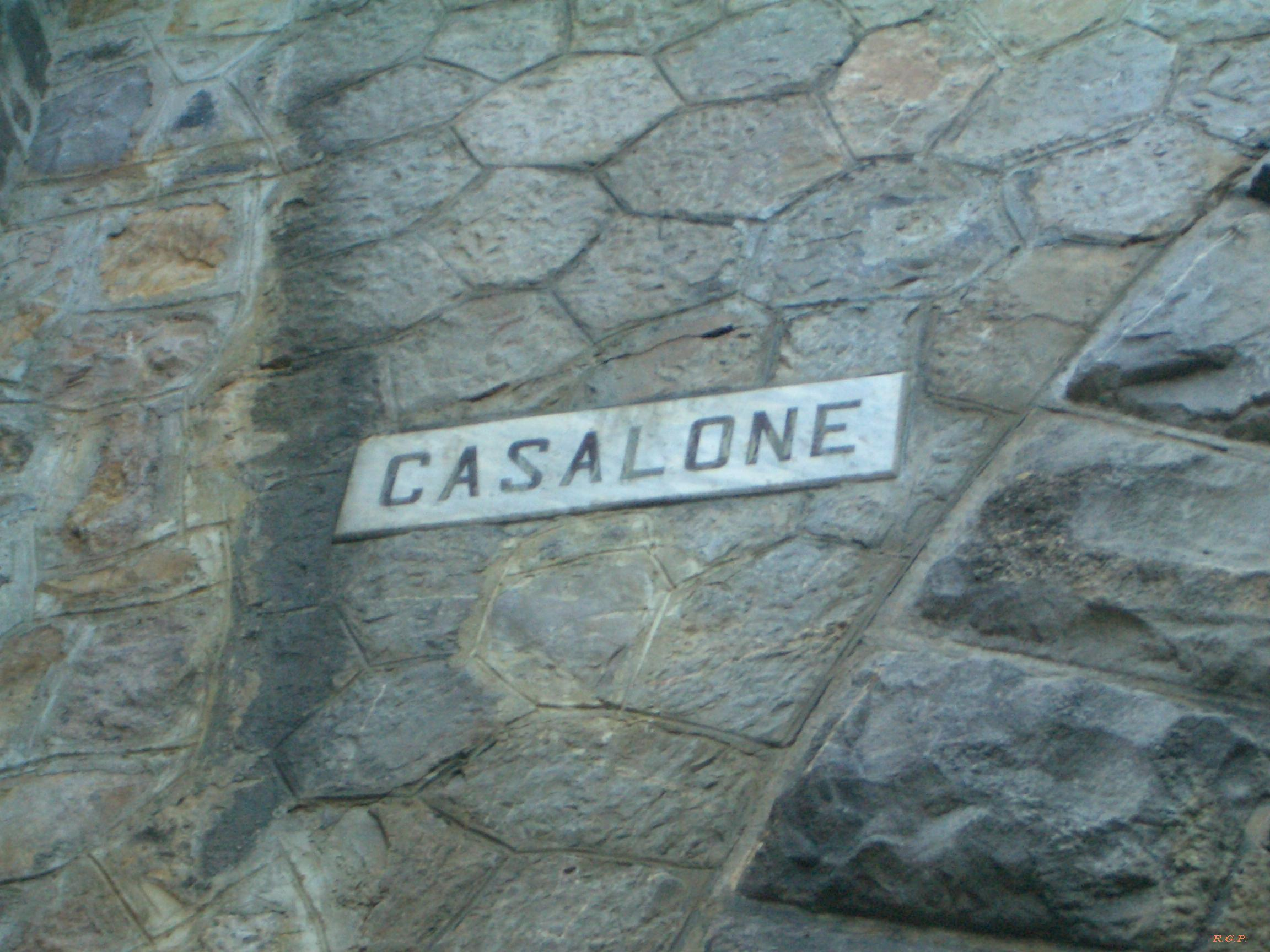
Targa posta all'ingresso della galleria Casalone.

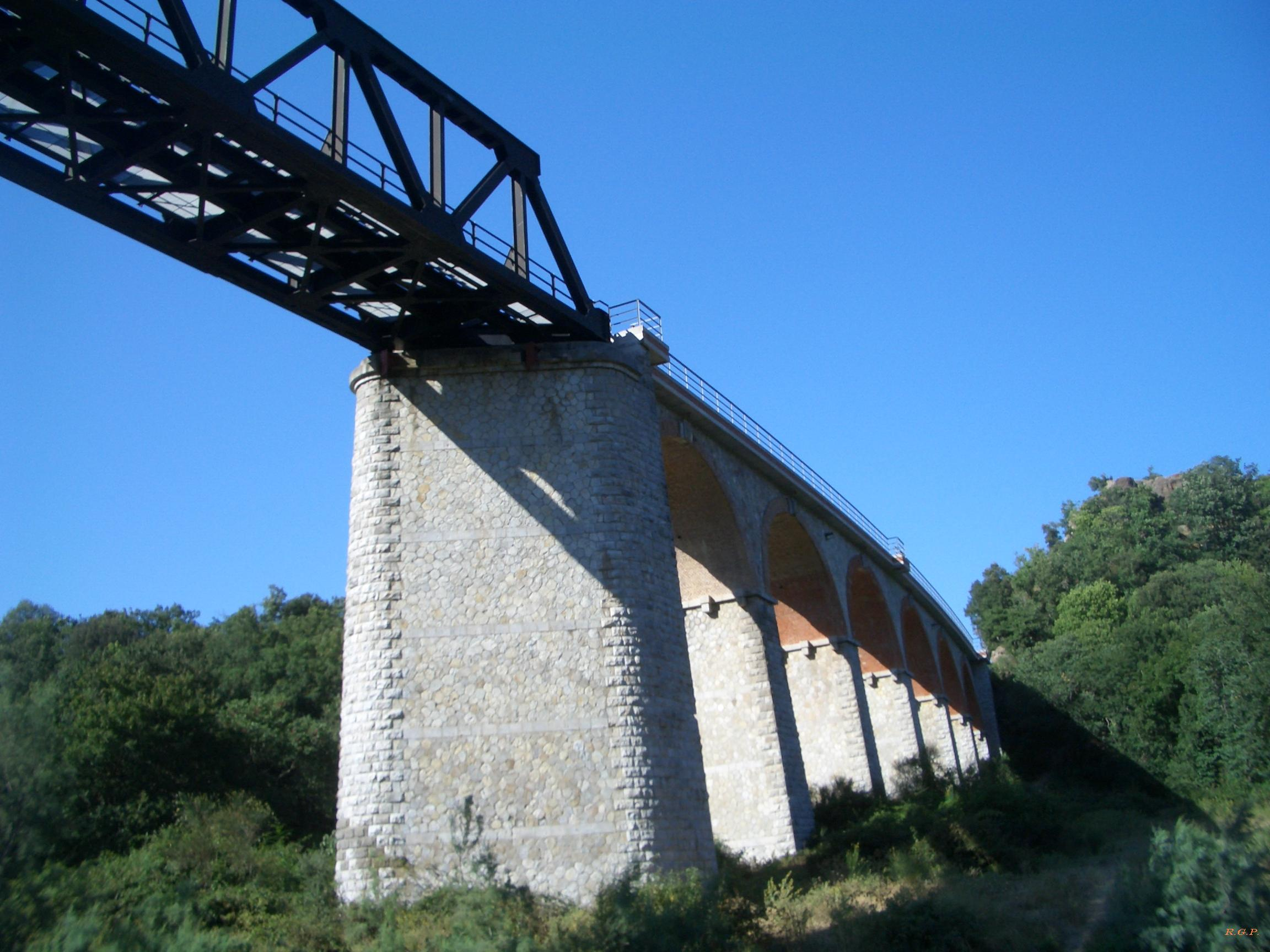
Il viadotto sul fiume Mignone.

Il tracciato fra Allumiere e la successiva stazione di Monteromano risultava essere il tratto più impervio di tutta la linea. Superata la galleria Acqua Agra, lunga 20 metri, la ferrovia affrontava tre chilometri di discesa prima di assumere un andamento pianeggiante; a questo punto incontrava la galleria Casalone, la più lunga della linea con i suoi 1367 metri originari, che penetrava in linea retta una montagna e la cui uscita lato Capranica fu prolungata e allargata tramite uno scatolare durante i lavori degli anni Ottanta. Subito dopo il binario incontrava la galleria Mignone: curvilinea e lunga circa 100 metri, anche in questo caso l'uscita lato Capranica fu prolungata e ricostruita a sezione quadrata durante gli interventi più recenti.
Dopo un chilometro il tracciato intersecava il fiume Mignone, che superava su di un alto ponte conservatosi in ottime condizioni e costituito da una porzione in ferro divisa in due sezioni da 26 metri ciascuna, più una seconda porzione in muratura sorretta da 6 arcate. La parte in ferro era a travatura reticolare: l'impalcato era costituito da due travi laterali, una superiore e una inferiore, su cui posavano gli elementi che, con un profilo a X, collegavano le travi inferiori tra di loro e con quelle superiori. Il piano del ferro su cui erano collocate le rotaie insisteva sulle travi inferiori, che a loro volta erano sorrette da tre piloni in muratura. Superata in seguito una breve ma profonda gola, la ferrovia attraversava un altro piccolo ponte prima di giungere alla stazione di Monteromano, presso cui i treni facevano rifornimento d'acqua (sopravvive l'apposita torre); sperduto in una zona montuosa, lo scalo di Monteromano distava oltre cinque chilometri dall'omonimo comune e risultava talmente isolato da non possedere neppure una strada d'accesso.

#### Monteromano-Le Pozze

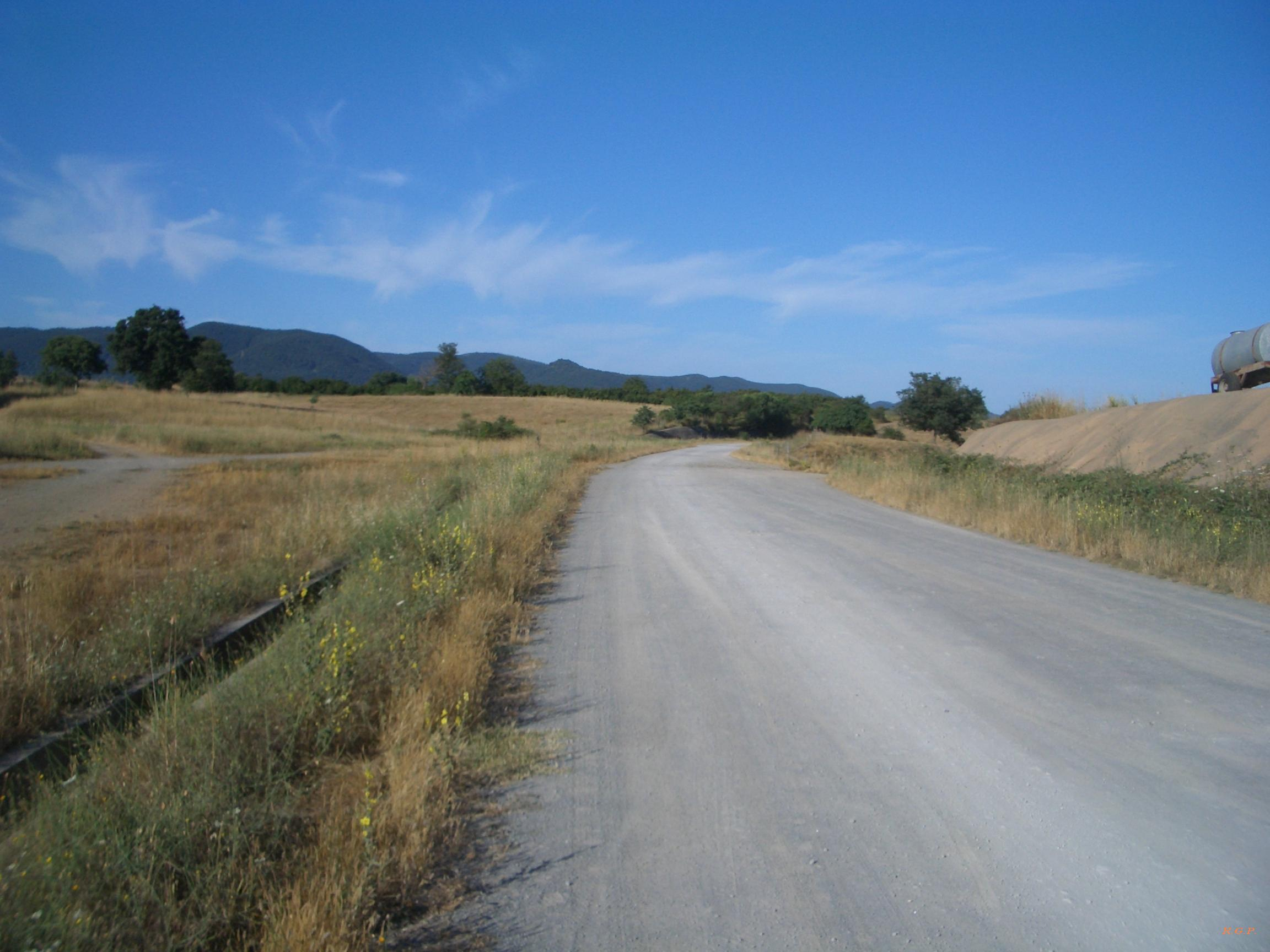
Il piazzale binari della stazione di Le Pozze, oggi demolita; al posto dei binari sorge una strada.

La ferrovia seguiva poi la valle del fosso Canino, che incrociava per tre volte prima di immettersi nella galleria Caprareccia, in salita e in curva. Il tunnel era seguito da un tratto in trincea, che andava gradualmente abbassandosi man mano che il binario aumentava di altitudine, raggiungendo i 130 metri s.l.m. presso la fermata di Le Pozze.

#### Le Pozze-Civitella Cesi
La pendenza media del tratto fra le stazioni di Le Pozze e Civitella Cesi era la maggiore di tutta la linea, attestandosi intorno al 25 per mille. In questa porzione della ferrovia il tracciato si componeva di lunghi rettilinei in salita che conducevano alla stazione di Civitella Cesi, lontana oltre sei chilometri dalla località omonima; poco prima di raggiungere la stazione, la linea scavalcava nuovamente il fosso Canino.

#### Civitella Cesi-Blera
Con una pendenza media del 17 per mille, il tracciato fra le stazioni di Civitella Cesi e Blera, riconvertito a strada rurale, si snodava tra le basse colline locali, sovente attraversando tratti in terrapieno. Eludendo un avvallamento con due strette curve, il binario raggiungeva la stazione di Blera, situata a sud dell'omonimo centro abitato, in località Puntoni.

#### Blera-Bandita di Barbarano

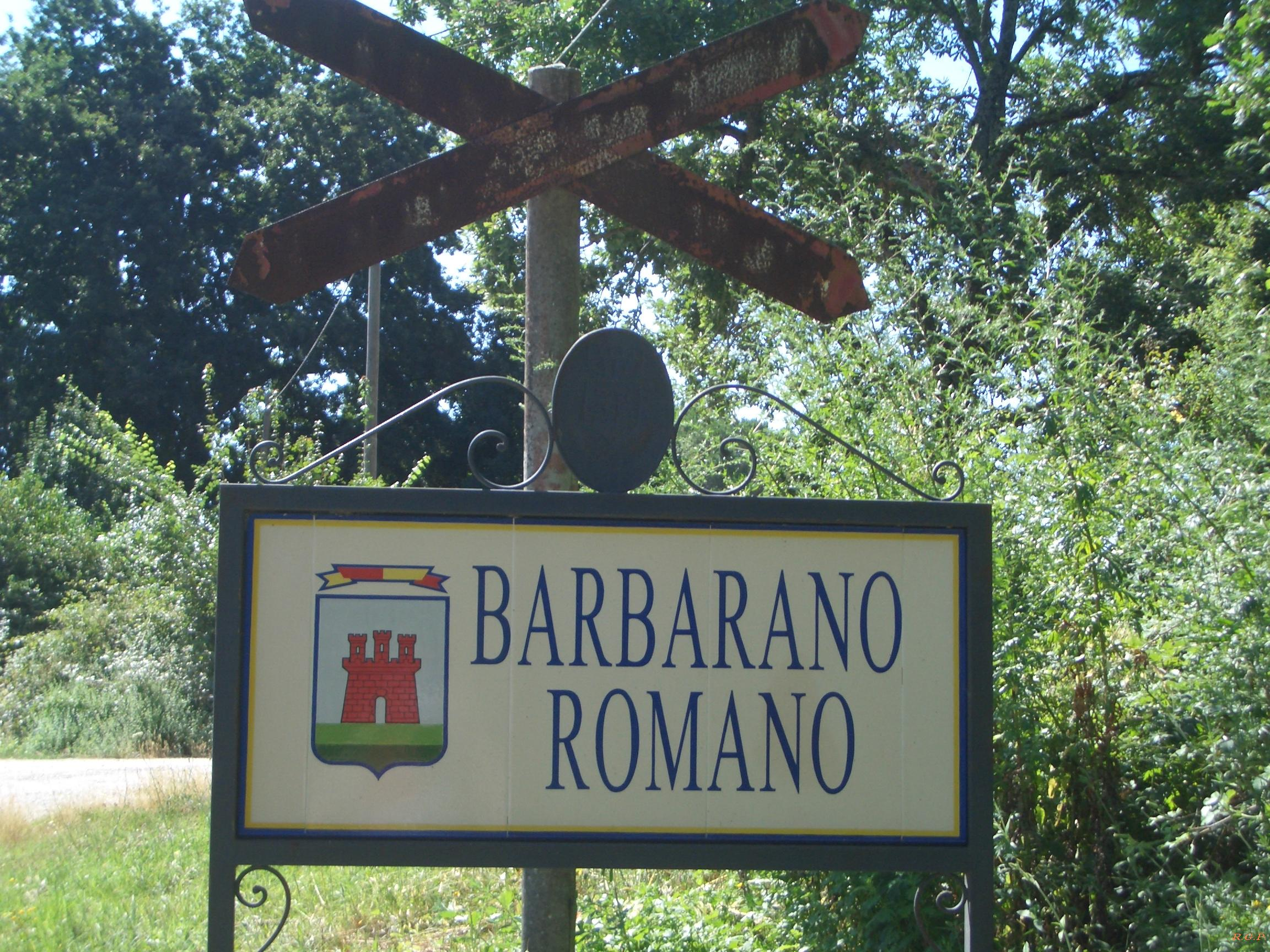
Un passaggio a livello presso Barbarano Romano.

Il tratto fra Blera e Bandita di Barbarano appare infestato dalla macchia mediterranea molto più che in altri punti della linea, in quanto per anni è rimasto precluso all'accesso con autovetture: vi si può accedere solo a piedi, in bicicletta o con motocicli, a causa di alcuni blocchi di cemento che ne delimitano l'accesso. Avanzando verso sud-est, la ferrovia fiancheggiava la valle del torrente Biedano e sconfinava nel comune di Barbarano Romano, dove giungeva alla stazione ferroviaria a servizio della località di Bandita, in realtà un semplice casello riqualificato che versa in stato di totale degrado. Poco prima del suddetto scalo, la linea incontrava un passaggio a livello sulla strada provinciale 42, che collega Barbarano a Blera.

#### Bandita di Barbarano-Barbarano-Vejano
Circa 4 chilometri di binario separavano le stazioni di Bandita di Barbarano e Barbarano-Vejano. Dopo un lungo rettilineo che costeggiava il Parco Regionale Marturanum, il tracciato scavalcava la viabilità locale con un ponte in calcestruzzo armato ed entrava nella galleria San Petricone, nei pressi della quale sono state girate alcune scene del film Straziami ma di baci saziami del 1968. Sull'archivolto situato all'uscita lato Capranica della galleria è ancora presente il simbolo del fascio littorio, che vi fu affisso in fase di costruzione a testimonianza del periodo in cui fu realizzata la ferrovia - appunto il ventennio fascista. In seguito, superata anche la galleria di San Quirico, il binario sottopassava l'attuale strada provinciale 493 Braccianese Claudia per mezzo di un ponte in mattoni di terracotta formato da un arco a tutto sesto. Presso il ponte sopravvivono i supporti in ferro e ceramica che sostenevano le condutture elettriche e telefoniche destinate ad alimentare e collegare le stazioni della linea. Successivamente la ferrovia raggiungeva la stazione di Barbarano Romano-Vejano, a servizio dei due omonimi comuni e ancora in buone condizioni nonostante risulti abbandonata da diversi anni. In questa zona il sedime della linea, trasformato in strada rurale, risulta interessato da escursioni organizzate ed è molto frequentato da turisti e sportivi in ragione della bellezza paesaggistica e della presenza di vaste aree boschive all'interno del Parco Regionale Marturanum che in questa zona viene attraversato, in aggiunta alla possibilità di osservare numerosi reperti storici legati all'originaria presenza della ferrovia.

#### Barbarano-Vejano-Capranica-Sutri
Il tracciato fra gli scali di Barbarano Romano-Vejano e Capranica-Sutri si estendeva per circa 10 chilometri ed è percorribile in bicicletta o a cavallo; tale segmento aveva un'altitudine compresa fra i 375 e i 400 metri s.l.m. e si estendeva verso est fra campi coltivati e prati, lontano da strade carrabili. A metà dello stesso il binario incontrava la breve e curvilinea galleria San Donato, recante il nome e l'anno di costruzione - 1923 - sull'archivolto. Avvicinandosi a Capranica Scalo, frazione del comune di Capranica, il tracciato piegava verso nord e si congiungeva alla ferrovia Roma-Capranica-Viterbo (FL3): superato un passaggio a livello la linea raggiungeva la stazione di Capranica-Sutri.

#### Capranica-Sutri-Ronciglione
Successivamente la linea si separava dalla ferrovia Roma-Viterbo, che dopo pochi chilometri sottopassava prendendo per il centro abitato di Capranica; qui, dopo due curve, il binario incontrava la fermata di Madonna del Piano, a servizio del centro cittadino capranichese. In seguito il tracciato, attraversando un tratto in pianura, dopo una serie di curve e rettilinei superava un lungo e alto viadotto in muratura, sottopassava la strada provinciale 1 Cimina e raggiungeva la stazione di Ronciglione.

#### Ronciglione-Fabrica di Roma
La ferrovia procedeva verso nord-est superando il fiume Rio Vicano per mezzo di un ponte in ferro, denominato "ponte di Ronciglione"; dopodiché il binario affrontava una serie di curve e incontrava un altro viadotto in muratura a cinque arcate. Sottopassata la strada provinciale 69, la linea giungeva alla fermata di Caprarola, situata a sud del comune omonimo. Avanzando in aperta campagna con un tracciato in gran parte rettilineo, il binario sottopassava prima la strada provinciale 68 e poi la strada provinciale 36. Superato un passaggio a livello sulla strada provinciale 27, la ferrovia raggiungeva la stazione di Fabrica di Roma, direttamente collegata a un altro scalo ferroviario anch'esso a servizio del comune di Fabrica, ma gestito dall'ASTRAL e posto sulla linea Roma-Civita Castellana-Viterbo. Il breve raccordo che univa i due impianti risulta ancora attivo, elettrificato e utilizzato per l'accantonamento di materiale rotabile di proprietà dell'ASTRAL.

#### Fabrica di Roma-Gallese-Bassanello
Dopo Fabrica di Roma il tracciato approcciava un viadotto in muratura a quattro arcate e in seguito superava con un ponte in ferro la ferrovia Roma-Civita Castellana-Viterbo. Procedendo in rettilineo, il binario superava la strada provinciale 28 tramite un ponte di cemento e giungeva alla fermata di Corchiano. Successivamente, superata una doppia curva piuttosto stretta seguita da un alto viadotto a cinque luci, il tracciato si immetteva nella stazione di Gallese-Bassanello, poco dopo aver sottopassato la strada provinciale 34.

#### Gallese-Bassanello-Orte
Il binario affrontava dipoi un ponte in parte in muratura e in parte in ferro che oltrepassava il fiume Forra di Gallese. Una serie di curve conducevano alla fermata di Castel Bagnolo di Orte, da cui aveva inizio la discesa verso Orte, che veniva raggiunta dopo alcune curve in serie, due brevi gallerie e un ponte in muratura a due luci. Il tracciato giungeva al capolinea in località Orte Scalo, dove il binario superava con un passaggio a livello la strada provinciale 150 e si congiungeva alla ferrovia Firenze-Roma poco prima di raggiungere la stazione di Orte. Gli ultimi metri di binario della ferrovia Civitavecchia-Orte sono ancora utilizzati come asta di manovra.

### Infrastrutture principali

#### Il viadotto sul Mignone

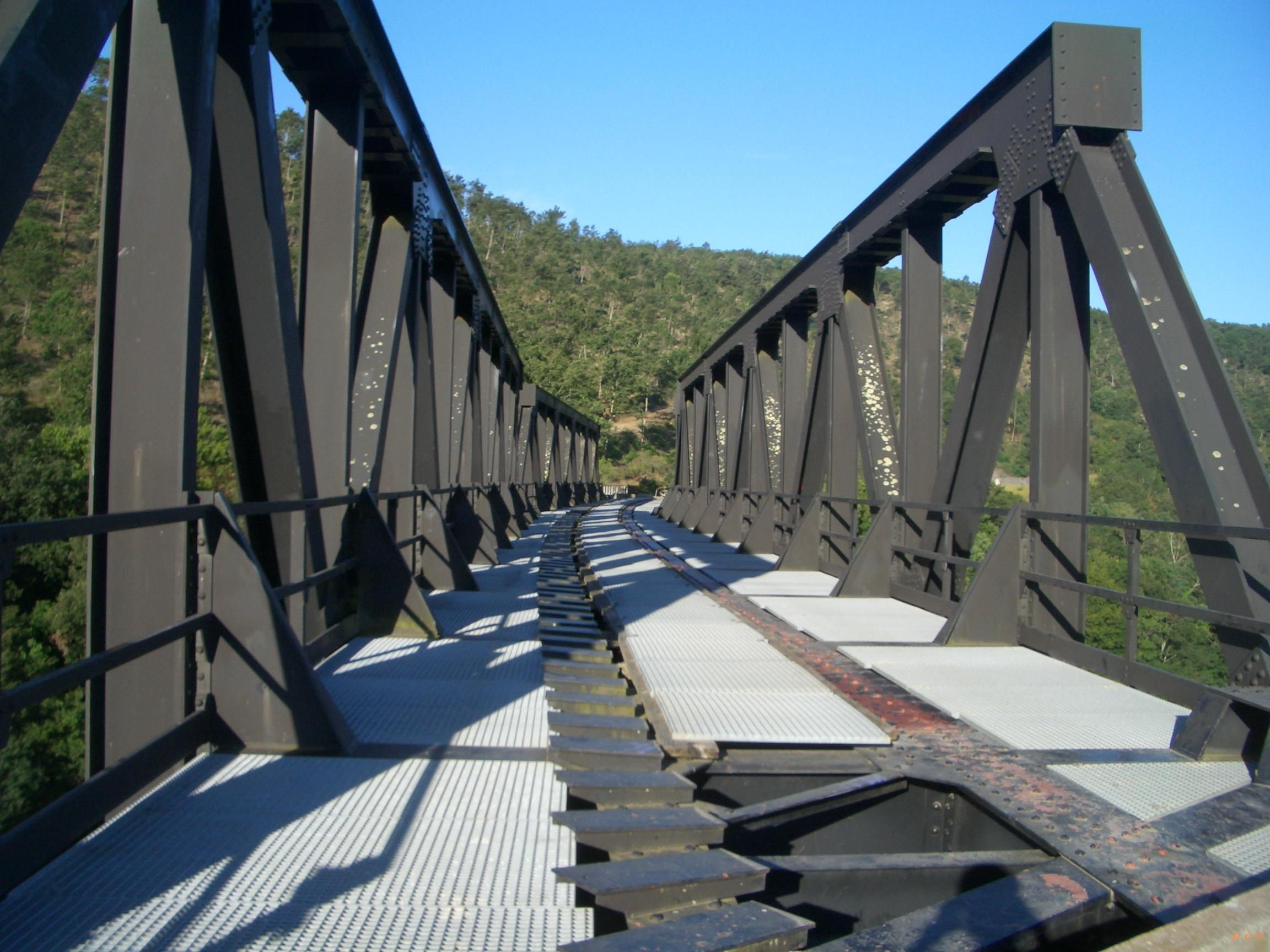
Le travate reticolari del viadotto.

Tra le infrastrutture principali della ferrovia si annovera il viadotto sul fiume Mignone, che sopravvive e versa in ottime condizioni. Il ponte in discorso sorge nei pressi della stazione di Monteromano ed è formato da due travate reticolari in ferro seguite da sei arcate in muratura. Le travate in ferro sono disposte su due livelli e misurano 26 metri in lunghezza e 4 metri in altezza. L'armamento ferroviario poggia sul livello inferiore e l'impalcato è costituito come in figura: le linee blu rappresentano le travi principali, sulle quali posano le travi secondarie in verde che a loro volta sorreggono le travi curve in rosso; quest'ultime costituiscono il supporto delle rotaie che, avanzando in curva, non sono in asse con la travata, la quale invece è rettilinea. Le travi in rosso sono rinforzate e stabilizzate con gli elementi colorati in arancione, al fine di evitare deformazioni cagionate dal carico gravante su di esse rappresentato dai convogli e dall'armamento stesso. Le travi in blu sono inoltre saldate alle travate poste sul piano verticale, disposte come in figura: le travi superiori, rappresentate in nero e disposte parallelamente fra di loro in entrambi i lati dell'impalcato, non sono collegate l'una con l'altra e sono unite solo con le travi sul piano inferiore.

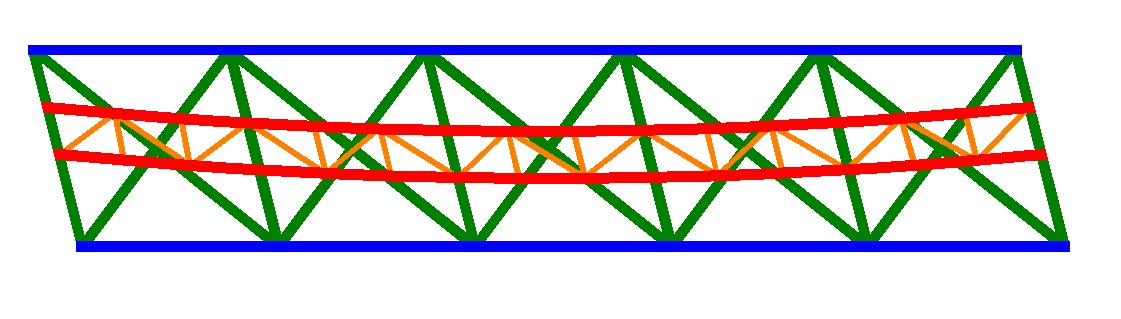

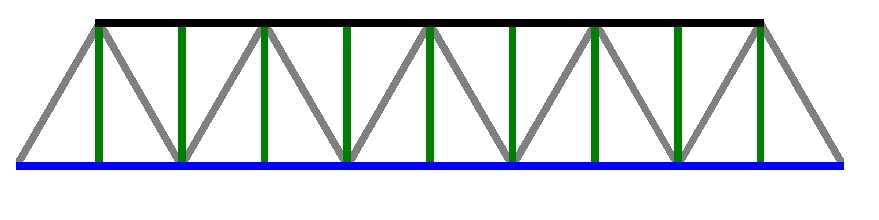

#### Il ponte di Ronciglione
Il ponte di Ronciglione è un ponte ad arco in ferro situato nelle immediate vicinanze del centro abitato di Ronciglione. Superando la vallata dove scorre il fiume Rio Vicano, il ponte permette il collegamento della vicina stazione di Ronciglione con il binario diretto a Orte.

### Disegno architettonico
L'architettura delle stazioni ferroviarie situate lungo la linea Civitavecchia-Orte è particolare e unica in Italia. L'esterno dei fabbricati di stazioni e fermate si presenta con decorazioni in stile romanico e dalle forme classicheggianti, con leggeri tocchi Liberty. Gli impianti della ferrovia sono tutti progettati a partire da un'unica pianta: quella "tipo A" del 1906, semplificata nel caso delle fermate oppure ampliata nelle stazioni più importanti. Negli impianti medio-piccoli i fabbricati hanno tre finestre sulla facciata, mentre nelle strutture degli impianti più grandi si hanno quattro finestre; sotto ogni finestra del primo piano si trova una porta al piano terra.

Le stazioni di Aurelia, Mole del Mignone, Monteromano e Castel Bagnolo di Orte hanno la configurazione più piccola. Gli impianti di Allumiere, Civitella Cesi, Barbarano Romano-Vejano, Caprarola, Fabrica di Roma, Corchiano e Gallese-Bassanello presentano la configurazione media. La configurazione grande è riservata alla sola stazione di Blera. Diverse sono l'architettura e la pianta delle stazioni di Civitavecchia, Capranica, Madonna del Piano, Ronciglione e Orte, in quanto queste furono costruite prima che fosse realizzata la ferrovia. Le stazioni di Bandita di Barbarano e Le Pozze - quest'ultima demolita - sono anch'esse differenti poiché derivano da semplici caselli ferroviari riqualificati.

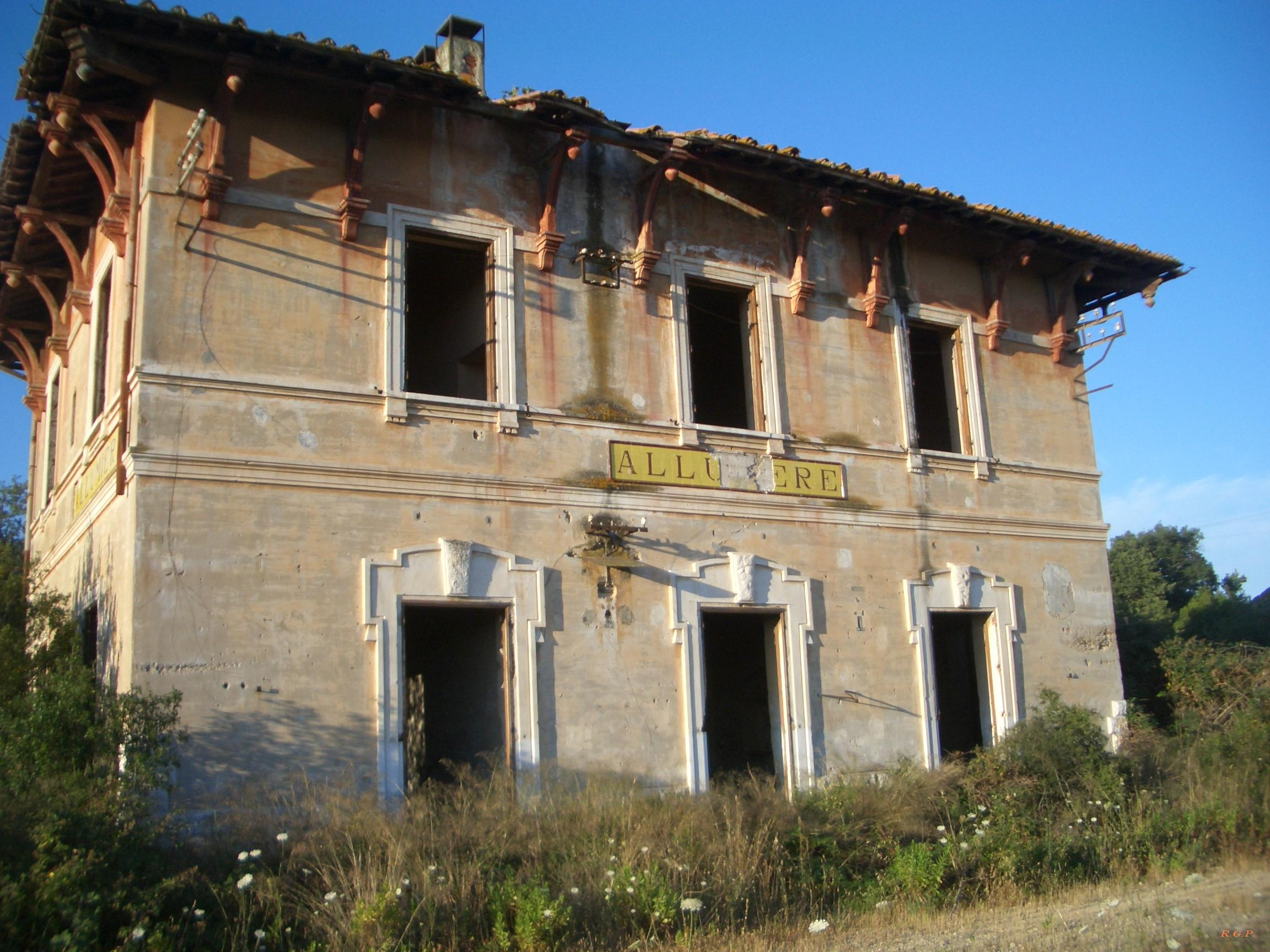
Il fabbricato viaggiatori della stazione di Allumiere.

Tutte le stazioni non preesistenti alla costruzione della ferrovia presentano il nome scritto sulla facciata e sui lati del fabbricato viaggiatori. I nomi sono composti da maioliche di 10 centimetri di lato: lo sfondo è giallo, mentre le lettere e la bordatura sono in terra di Siena bruciata. Ogni lettera occupa solitamente 3x3 piastrelle di maiolica (eccezion fatta per la "I", che occupa una sola piastrella in larghezza), ma accade che nelle stazioni con il nome più lungo (come ad esempio a Bandita di Barbarano e a Barbarano-Vejano) le lettere occupano 3 piastrelle in altezza e solo 2 in larghezza. Lo spazio tra le parole è in ogni caso formato da due fila di piastrelle. Nella facciata lato binari dei fabbricati viaggiatori il nominativo della stazione è posto al centro, sotto la finestra centrale del primo piano. Nelle facciate laterali il nome si trova sempre sotto le finestre del primo piano, ma è spostato di lato verso i binari.
I fabbricati delle stazioni sono dipinti di color ocra e presentano in basso uno zoccolo di 40 centimetri formato da conci di tufo lavorati a bugnato e non intonacati, sopra i quali sono state poste delle pietre squadrate bianche. Le porte e le finestre sono bordate da cornici, anch'esse di colore bianco. Un altro particolare decorativo è rappresentato dai mensoloni che sorreggono le sporgenze dei tetti dei fabbricati: essi hanno una sagoma a L, raccordata ai due vertici esterni da un elemento curvo sagomato che poggia in basso su una base modanata e culmina in alto con una sorta di bulbo pendente all'ingiù. Dipinti in marrone in modo da imitare la colorazione del legno, tali elementi sono in realtà costituiti da calcestruzzo armato; un tondino ne percorre le varie sezioni sino a raggiungere il bulbo terminale.

### Annotazioni
1. ↑  Dismessa con DM 398 del 14 novembre 2011 tra il raccordo DE.CAR. (Civitavecchia km 3+709) e Capranica